# Русское политическое совещание в Париже
Ру́сское полити́ческое совеща́ние (далее РПС) — политическая структура, созданная в Париже в конце 1918 года как объединённое представительство зарубежных структур бывшей Российской империи, не признающих Советскую власть, для международного представительства и проведения в жизнь внешнеполитического курса России в лице Белого движения.

## Предыстория
После событий октябрьской революции 1917 года и окончания Первой Мировой войны в ноябре 1918 года распались три европейские империи: Германская, Австро-Венгерская и Российская. Принятый странами победительницами Первой Мировой принцип права наций на самоопределение вел к образованию новых национальных государств на территории павших империй. Установление границ этих стран стало одной из задач Парижской мирной конференции. Основная сложность состояла в том, что этнические не обеспечивали новым государствам безопасность; напротив, стратегические или экономические соображения нарушали права другой нации. Расселение народов было смешанным, городское и сельское население одного региона часто сильно различались этнически, например в Галиции где во Львове жили преимущественно поляки и евреи, а в окрестностях украинцы, что позже привело к Польско-Украинской войне.
В результате практически любая новая граница в регионе была конфликтной зоной. Препятствием для образования "Новой Восточной Европы" была Гражданская война в России, не позволявшая определить границы Финляндии, Прибалтики, Польши, Чехословакии, Венгрии и Румынии. Исход гражданской войны влиял на баланс сил в Европе. Союзники были готовы сохранить за Россией ряд её прежних владений только в обмен на лояльность.

## Возникновение
Разумеется победа большевиков не устраивала Антанту по многим причинам. Однако и их противник - Белое движение, также вызывал у союзников сомнения в надёжности и политической состоятельности. Из-за этого осенью 1918 в канун открытия Парижской мирной конференции, участие белых правительств в послевоенном переустройстве Европы было под вопросом.
Поэтому для предоставление интересов Белого движения в Париже было создано РПС. И в конце 1918 года Белые правительства Сибири, Юга и Севера решили вопрос своего международного представительства учреждением должности министра иностранных дел. Министром был назначен бывший министр иностранных дел Российской империи С. Д. Сазонов, находящийся в Париже. К этому времени в Париже находились многие политические и общественные деятели бывшей Российской империи, диппредставители России в европейских странах и США (образовавшие к тому моменту «Совещание послов»), а также лидеры Союза Возрождения России и Всероссийского Национального Центра. Многие из них вошли в состав РПС.:374, 375
В тот момент шла подготовка к открытию Парижской мирной конференции. Белая Россия рассчитывала, что её делегация, как представитель России, сможет принять участие в этой конференции. Для этого Верховным правителем была назначена Русская Политическая Делегация (РПД) из четырёх членов — бывшего главы Временного правительства князя Г. Е. Львова, бывшего посла России во Франции В. А. Маклакова, министра иностранных дел С. Д. Сазонова и главы Временного правительства Северной Области Н. В. Чайковского. Позже к четвёрке, с личного согласия Верховного правителя, присоединился пятый участник — Б. В. Савинков. РПД стала исполнительным органом РПС.:375Также видную роль в РПС играли бывший посол в США Б. А. Бахметьев и бывший посол в Италии М. Н. Гирс.

## Цели и задачи

### Краткое изложение целей и задачей РПС
Программа РПС предусматривала «защиту прав и интересов России» на Парижской конференции «от имени и по приказанию Объединённого Правительства России». Главной задачей РПС было оказание военно-политической поддержки Белым фронтам. Вообще же задачами были «оказания антибольшевистким русским Областным правительствам и борющимся с большевиками отдельным военным организациям всяческого содействия и взаимной координации их деятельности между собою…, установления возможно более тесного сотрудничества с ними Союзных Держав и обеспечения за ними наиболее широкой моральной и материальной помощи Союзников».:374, 375

### «Польский вопрос»
Готовясь к мирной конференции, РПС составило свой проект послевоенных границ России. Одним из важнейших направлений в этой работе был анализ проблем связанных с Польшей. Польский национальный комитет в Париже (далее ПНК), стремился к восстановлению в границах Речи Посполитой 1772 года. Но поскольку белые рассматривали украинцев и белорусов как ветви русского народа, с их точки зрения, Польша претендовала на этнически русские земли. Поэтому в ноябре 1918 года, когда РПС только создавалось, В.А. Маклаков в беседе с П.Н. Милюковым выделил «польский вопрос» как неотложный. 
Позиция РПС по нему был изложена в меморандуме о восточных границах Польши, направленном на Мирную конференцию 19 апреля 1919 года и в брошюре «Некоторые соображения по вопросу о Великой Польше и Балтийских провинциях». Детали первого документа разрабатывались военно-морской комиссией и юристом-международником А.Н. Мандельштамом. Автор меморандума исходил  из того, что в будущем Германия будет главным врагом славян и России и Польше придется сдерживать немецкий «натиск на Восток». Поэтому Польша нуждалась во внутреннем единстве и в мире на других границах. Для этого Польское государство должно было быть моноэтничным. «Великая Польша» с границами 1772 г. сравнивалась с Австро-Венгрией. Меморандум обходил проблему западных границ Польши, хотя сотрудник МИД Омского правительства и бывший консул в Праге В.Г. Жуковский предлагал включить в ее состав ряд земель с немецким населением. Этническая однородность населения на западе Польши была не столь принципиальна для Белого движения. Как признавал в мемуарах С.Д. Сазонов, призыв к созданию мононационального Польского государства означал выгодную для России русско-польскую границу, но сталкивал Германию и Польшу на западе.
Будущие отношения между Россией и Польшей РПС, как и Временное правительство, представляло в виде «свободного военного союза», что соответствовало идеям неослависта К. Крамаржа.Конкретных требований по заключению этого союза РПС не выдвигало. Кроме границ на конференции РПС предполагало определить польскую долю во внешнем долге России. Материалы, подготовленные экономистами Н.Л. Рафаловичем и В.М. Фелькнером для финансово-экономической комиссии при РПС, интересны тем, как в них трактуется статус Польши. В докладе «Распределение государственного долга» Н.Л. Рафалович внешне не выделял Польшу из числа других частей России, которые, как он думал, могут отделиться. Помимо Польши, это Кавказ, Прибалтика, Литва и Бессарабия. Н.Л. Рафалович полагал, что для вопроса о долге безразлично, остается ли та или иная область в составе России или нет. По сути же, он понимал, что Польша фактически уже стала независимым государством. Процент польского долга он высчитал, исходя из доли населения Царства Польского в населении России. Н.Л. Рафалович рекомендовал требовать от Польши возмещение за государственные железные дороги, казенные учреждения, укрепления и т. д.
Более острым был территориальный вопрос. Политическое совещание признавало абсолютное преобладание поляков во всем Царстве Польском и в Западной Галиции. Спор с его стороны шел вокруг Сувалкской и Холмской губерний, а также Восточной Галиции. Проведение границы между Россией и Польшей по этническому признаку было сложной задачей. Представление о «своей» национальной территории у политических и культурных элит восточноевропейских народов было достаточно абстрактным и многовариантным. Зачастую несколько народов претендовало на одну и ту же область, ссылаясь на этнографические и культурноисторические причины. Например западные окраины Белоруссии и Украины имели смешанный этнический состав. Национальное самосознание восточнославянского населения порой подменялось конфессиональным и социальным. Крестьянин мог быть католиком и считать себя поляком, но говорить «по-русски», а польский язык называть «панским». В.Н. Савченко отмечает, что такое «польское» самосознание вовсе не означало приверженность польскому национализму. Сохранялась региональная самоидентификация у «переходных» этнографических групп, таких, как курпики в Сувалкской губернии, галицкие мазуры и т. п.. 
Выводы ученых о соотношении и расселении национальностей зависели от избранного критерия. Главным признаком этнической принадлежности населения можно было считать либо язык, либо вероисповедание, либо материальную и духовную культуру. Так как среди населения, говорившего «по-русски», было немало католиков, то польские статистики применяли религиозный фактор. Российские ученые главными считали данные по языку.
Мирная конференция осторожно относилась к широким претензиям Польши. С одной стороны, война на спорных территориях не позволяла опросить местное население о его самоопределении. Сведения, которые конференция получала, в том числе и от РПС, говорили против расширения Польши на восток. Показательно, что помощник управляющего департаментом политической разведки Форин-Офис Д. Морли, изучавший проблему границ, доказывал представителю польской делегации Сокольскому, что излишнее расширение Польши к востоку ослабит ее политически. Возможно, Д. Морли опирался на консультацию с Сазоновым и Маклаковым, которая состоялась за день до его беседы с Сокольским. С другой стороны, польская армия на востоке воевала с большевиками, а исход Гражданской войны в России не был ясен. Поэтому союзники соглашались на плебисцит на территориях к востоку от «линии Керзона», установленной 8 декабря 1919 г. Эта линия, в целом совпадающая с современной восточной границей Польши, предлагалась союзниками и на конференции в Спа (5–16 июля 1920 г.) и, ввиду советского наступления, была временно принята польской стороной. Мирная конференция в течение всего 1919 г. занимала выжидательную позицию в русско-польском конфликте. К более энергичной политике Антанта перешла уже в 1920 г., в условиях обострения событий на советско-польском фронте.

#### Краткая позиция РПС
Анализ «польской программы» РПС, ее сравнение с позицией Мирной конференции и польской делегации позволяет сделать некоторые выводы. Понимание белыми будущих русско-польских отношений основывалось на представлении о необходимости «славянского единения» против «угрозы германизма». Для обеспечения этого единства требовалось сгладить углы противоречий между Россией и Польшей. Выход совещание видело в форме компромисса: Россия признавала независимость Польши, а та отказывалась от восстановления границ Речи Посполитой. Такое решение, по мнению РПС, исключило бы почву для конфликтов между двумя странами.

#### Краткая позиция ПНК
Позиция ПНК состояла в требовании восстановления территории Польши до раздела 1772 г. с определенными коррективами. В основе этих претензий лежало представление о праве Польши на обладание всеми территориями с компактным польским населением, где ощущалось его культурное или экономическое влияние. Восточных славян на спорных землях поляки считали нерусскими, но избегали точных оценок их этнокультурной принадлежности.

#### Краткая позиция Антанты
Концепции Антанты и РПС мало противоречили друг другу. И союзники, и Политическое совещание придерживались этнографического принципа при проведении русско-польской границы, опасаясь, что расширение Польши на восток приведет к войне. События сентября 1939 г. показали, что подобная оценка была дальновидной. Препятствием для практической реализации этого потенциала явилось военное поражение Белого движения в России в конце 1919 г.

## Структура
В структуре РПС на постоянной основе работали три Комиссии::375
- — Дипломатическая (во главе стоял посол России в САСШ Б. А. Бахметев, заместитель барон М. Ф. Шиллинг);
- — Финансово-экономическая (во главе со старейшим экономистом, бывшим агентом Министерства финансов А. Г. Рафаловичем);
- — Военно-морская (во главе с бывшим командующим Румынским фронтом генералом от инфантерии Д. Г. Щербачёвым).

Дипломатическая комиссия при РПС
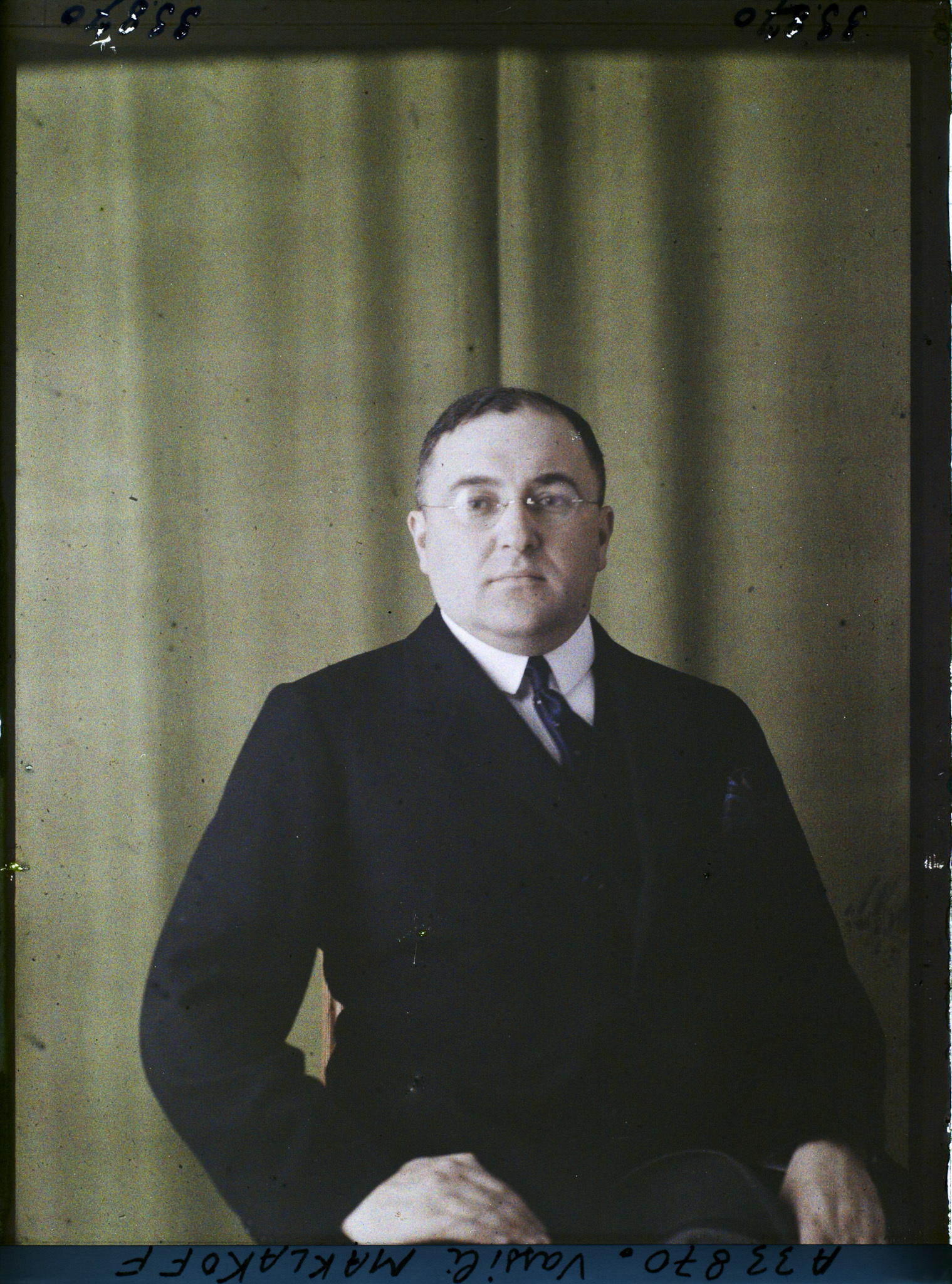
Борис Бахметев
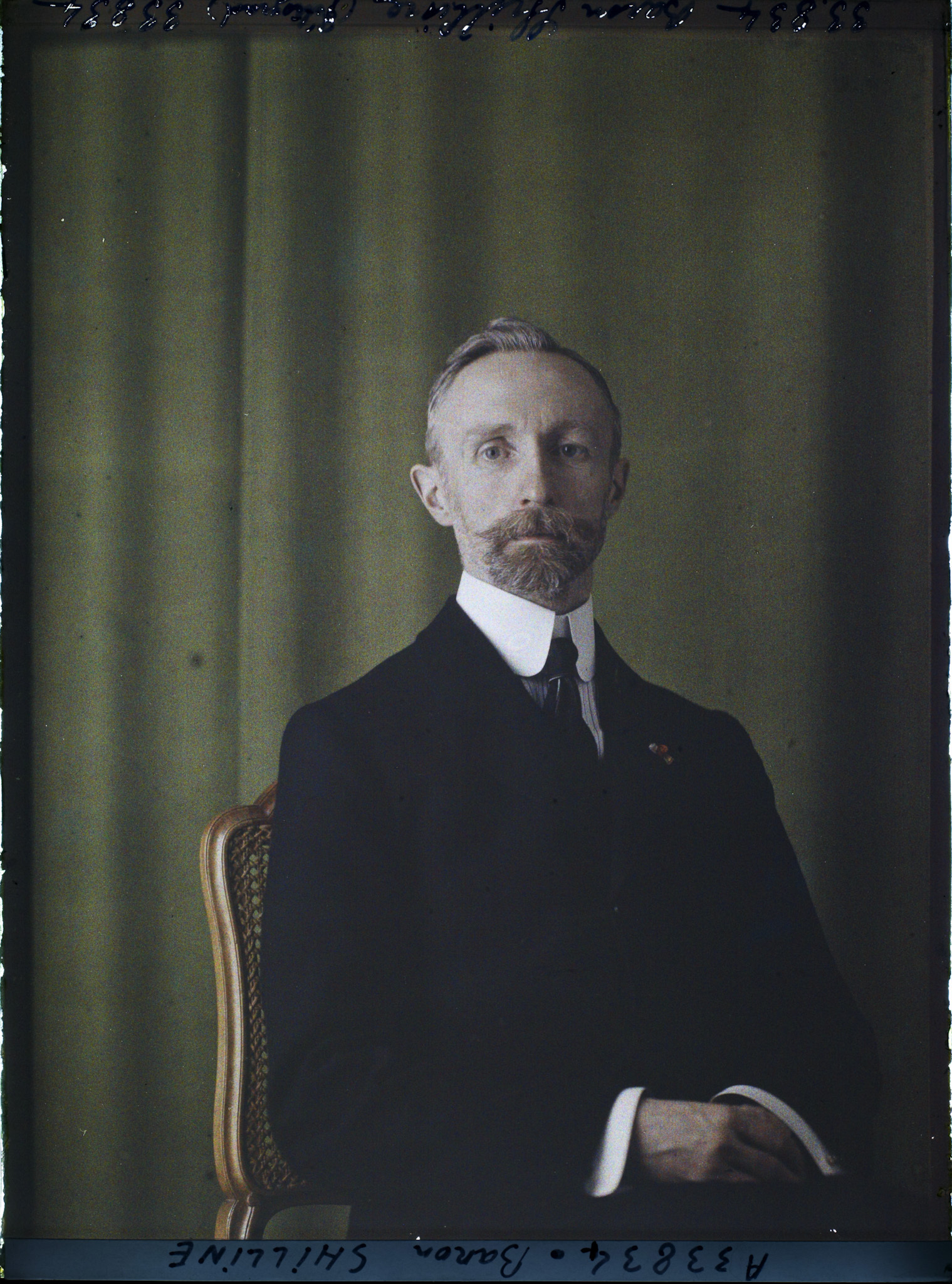
Маврикий Шиллинг

## Завершение деятельности
После завершения процесса признания Российского правительства другими белыми правительствами и фронтами деятельность РПС теряла своё значение. 5 июля 1919 г. РПС поставило вопрос о прекращении своей деятельности. Был отправлен запрос Верховному Правителю о продлении полномочий только для Русской политической делегации «в качестве представительства на Мирной Конференции». Колчак ответил утвердительно:441.
Примечательно, что в 1920 году  врангелевское правительство подняло вопрос о восстановлении РПС в качестве международного представительства интересов Белого движения, но этому проекту не суждено было сбыться:441.